# Perilampus ruschkai
Perilampus ruschkai är en stekelart som beskrevs av Hellén 1924. Perilampus ruschkai ingår i släktet Perilampus, och familjen gropglanssteklar. Arten är reproducerande i Sverige.